# Premio Internazionale Eugenio Montale
Il Premio Internazionale Eugenio Montale è stato un premio letterario attivo dal 1982 al 2002.
Nato come premio unico, nel corso degli anni le sue sezioni sono state ampliate a quattro: poeta edito (la Giuria sceglie tre opere pubblicate nel'ultimo anno e tutti i Soci del Centro Montale votano per il Supervincitore); sette poeti inediti, le cui sillogi vengone poi raccolte nell'antologia annuale del Premio (edita da Vanni Scheiwiller fino al 1998 e, alla sua scomparsa, da Nicola Crocetti); traduttore straniero che abbia contribuito a far conoscere nel mondo la poesia italiana, e in particolare quella del Novecento; tre tesi di laurea riguardanti l'opera di Montale o altri poeti del Novecento italiano.
Una delle peculiarità del Premio Internazionale Eugenio Montale "è quella di essere itinerante, per portare il messaggio montaliano in varie regioni". Sicché, ogni anno è una città diversa ad ospitare le due giornate in cui si svolgono la cerimonia di premiazione e le altre manifestazioni collaterali.
Un'altra caratteristica del Premio è la lettura di poesie di Montale, dei componenti della Giuria e dei premiati affidata a prestigiose voci della scena attoriale italiana, quali Edmonda Aldini, Lydia Alfonsi, Riccardo Cucciolla e Paola Pitagora.
Nel 1998 la Giuria del Premio era composta da: Maria Luisa Spaziani (Presidente), Giorgio Bassani, Attilio Bertolucci, Marco Forti, Mario Luzi, Giovanni Macchia, Geno Pampaloni, Vanni Scheiwiller. Altri componenti dal 1999: Fernando Bandini, Nicola Crocetti, Marco Guzzi, Franco Loi, Luigi Manzi, Goffredo Petrassi, Silvio Ramat, Andrea Zanzotto, Sergio Zavoli. Negli anni passati, avevano fatto parte della Giuria anche Giorgio Caproni, Danilo Dolci, Glauco Gambon, Giovanni Raboni e Giacinto Spagnoletti.

## Albo d'oro
| Anno | Vincitori Editi                                                                | Vincitori Inediti | Vincitori Traduttore Straniero                                | Vincitori Tesi di Laurea                                              | Città                                                         |
| ---- | ------------------------------------------------------------------------------ | --- | ------------------------------------------------------------- | --------------------------------------------------------------------- | ------------------------------------------------------------- |
| 1982 | Nelo Risi                                                                      | |                                                               |                                                                       |                                                               |
| 1983 | Fabio Doplicher                                                                | | Eughenji Solonovich (Unione Sovietica)                        |                                                                       | Roma, Teatro Flaiano                                          |
| 1984 | Silvio Ramat                                                                   | Carlo Alberto Sitta | Ciril Zlobec (Jugoslavia)                                     |                                                                       | Tropea, Salone Comunale                                       |
| 1985 | Fabio Pusterla                                                                 | Mauro Berta, Giuliana Gregorio, Salvatore Martino, Carlo Molinaro, Remo Pagnanelli, Alessandro Quattrone                               | Vladimir Mikes (Cecoslovacchia)                               |                                                                       | Roma, Teatro Ghione                                           |
| 1986 | Antonio Facchin                                                                | Luigi Amendola, Franco Buffoni, Alessandra Giappi, Dania Lupi, Ester Monachino, Renato Pennisi, Stefania Portaccio                     | Jacqueline Risset, Philippe Renard, Bernard Simeone (Francia) |                                                                       | Viterbo, Chiostro di Santa Maria della Verità                 |
| 1987 | Dario Bellezza, Roberto Mussapi, Roberto Pazzi (supervincitore)                | Tiziano Broggiato, Pietro Bruno, Marisa Ferrario Denna, Mariangela Giusti, Luisa Guzzardi Emmanuele, Luigina Ruffolo, Gian Carlo Zagni | Gösta Andersson (Svezia)                                      | Paola Manfredi, Maria Teresa Marini, Angelica Itterbeek               | Viterbo, Chiostro di Santa Maria della Verità                 |
| 1988 | Enzo di Mauro, Angelo Tonelli, Mario Baudino (supervincitore)                  | Rino Cortina, Alessandro Fo, Silvio Giussani, Carlo Scirocchi, Fausta Squatriti, Maurizio Terzetti                                     | Patrice Dyerval Angelini (Francia)                            | Laura De Risi, Cinzia Marchetti, Mauro Querci, Eleonora Testi         | Viterbo, Sala Regia del Palazzo dei Priori                    |
| 1989 | Rosita Copioli, Eugenio De Signoribus, Giuseppe Conte (supervincitore)         | Paolo Arceri, Emanuele Bettini, Rita Iacomino, Giuseppe Lagrasta, Giuseppe Piersigilli, Silvio Raffo, Marietta Salvo                   | Marin Mincu, Marian Papahagi (Romania)                        | Stefania De Biase, Stefania Falasca, Ester Maero                      | Parma, Salone San Paolo del Circolo di Lettura                |
| 1990 | Dario Bellezza, Maurizio Cucchi, Paolo Ruffilli (supervincitore)               | Massimo Bettetini, Roberto Baronti Marchiò, Fabio Ciriachi, Marina Corona, Stefano Mangione, Clara Monterossi, Giuseppe Querci         | William Arrowsmith (Stati Uniti)                              | Parma, Salone San Paolo del Circolo di Lettura                        |                                                               |
| 1991 | Roberto Carifi, Michele Sovente, Roberto Mussapi (supervincitore)              | Mirella Boeri, Davide Bracaglia, Alessio Brandolini, Giulia Perroni, Luciana Ragozinski, Alida Maria Sessa, Emanuele Vacchetto Baroero | Ghanhyam Singh (Irlanda del Nord)                             | Beatrice Biagi, Antonella Padovani, Paolo Veronesi                    | Parma, Teatro Farnese                                         |
| 1992 | Franco Marcoaldi, Ermanno Krumm, Valerio Magrelli (supervincitore)             | Maria Gabriella Adamo, Giorgio Favaro, Aldo Ferraris, Miro Gabriele, Marco Pedone, Claudio Recalcati, Alfredo Rienzi                   | Horacio Armani (Argentina)                                    | Carlo Boumis. Edi Liccioli, Margherita Patti                          | Prato, Teatro Convitto Nazionale Cicognini, Teatro Metastasio |
| 1993 | Vivian Lamarque, Dante Maffia, Maurizio Cucchi (supervincitore)                | Brunella Bruschi, Alessandro Carrera, Fedrigo Fiorenzo, Paola Goretti, Maria Grazia Greco Calandrone, Carlo Livia, Patrizia Lorenzi    | Philippe Jaccottet (Francia)                                  | Marzia De Alexandris, Cristina Gualandi, Franco Nosenzo               | Torino, Teatro Carignano                                      |
| 1994 | Luigi Manzi, Alessandro Quattrone, Dario Bellezza (supervincitore)             | Maria Luisa Bigai, Paolo Castagno, Antonio Lotierzo, Maria Teresa Milicia, Luisella Palmieri, Giuseppe Salice, Marino Tambuscio        | Alessandra Galetto, Mauro Maccario, Daniele Maria Pegorari    | Ángel Crespo (Spagna)                                                 | San Benedetto del Tronto, Teatro Calabresi                    |
| 1995 | Maura Del Serra, Plinio Perilli, Biancamaria Frabotta (supervincitore)         | Elena Biltchinskaia, Giusi Drago, Anna Maria Farabbi, Enrico Fraccacreta, Carlo Guerrini, Luca Ragagnin, Rocco Taliano Grasso          | Philippe Di Meo (Francia)                                     | Sonia Berti e Ivonne Mariani, Simona Morando, Giovanni Pietro Segneri | Perugia, Teatro Morlacchi                                     |
| 1996 | Ennio Cavalli, Gianni D'Elia, Antonio Riccardi, Riccardo Held (supervincitore) | Tiziana Antonilli, Roberto Bartoli, Sabino Cassatella, Paola Cortellazzo, Maria Grazia Maiorino, Massimiliano Palmese, Giuliana Vaiani | Allen Mandelbaum (Stati Uniti)                                | Barbara Fiedler-Schrecker, Massimo Gianardi, Marco Omofrio            | Roma, Teatro Argentina                                        |
| 1997 | Franco Buffoni, Eugenio De Signoribus, Wanda Marasco (supervincitore)          | Laura Maria Gabrielleschi, Gëzim Hajdari, Gabriella Pace, Biagio Salmeri, Oliver Scharp, Francesca Traina, Sebastiano Triulzi          | Michael Marschall von Bieberstein (Germania)                  | Claudio Comandini, Paola Casella, Silvia Morotti                      | Napoli, Teatro Mercadante                                     |
| 1998 | Marina Corona, Ester Monachino, Giancarlo Pontiggia (supervincitore)           | Federico Condello, Monica Guerzoni, Adriano Napoli, Meeten Nasr, Fabrizio Parrini, Francesco Petruziello, Giuseppe Rao                 | Geraldo Holanda Cavalcanti (Brasile)                          | Giovanni Battista Elia, Luca Malgioglio, Franca Virgilietti           | Cremona, Teatro Amilcare Ponchielli                           |
| 1999 | Davide Rondoni, Alberto Toni, Milo De Angelis (supervincitore)                 | Antonio Chiaravalloti, Annalisa Comes, Vittorino Curci, Lillo Gullo, Paola Mastrocola, Stefano Staffieri, Franco Trinchero             | Jonathan Galassi (Stati Uniti)                                | Agostino Salpietro, Denise D'Angelo, Maurizio Raso                    | Aosta, Salone Ducale                                          |
| 2000 | Fabrizio Dall'Aglio, Giacomo Trinci, Antonella Anedda (supervincitore)         | Antonio Alleva, Anna Buoninsegni, Paolano Ferrantino, Laura Guadagnin, Ilaria Guasco, Lorenzo Leporati, Remo Rapino                    | Antonio Aliberti (Argentina)                                  | Federica Minini, Barbara Fini, Germana Quartarone                     | Sanremo, Teatro Casinò                                        |
| 2001 | Claudio Damiani, Mario Santagostini, Silvia Bre (supervincitore)               | Francesco Balsamo, Chandra Livia Candiani, Filippo Davoli, Ivan Fedeli, Paola Malavasi, Roberto Romanato, Cristina Sparagna            | Mladen Machiedo (Croazia)                                     | Matteo Benassi, Idil Boscia, Valentina Fago                           | Umago (Istria), Casa di Cultura                               |